# الکسی گوتیه
الکسی گوتیه (فرانسوی: Alexis Gauthier‎؛ زادهٔ ۲۴ ژوئن ۱۹۷۳) سرآشپز اهل فرانسه است. او سرآشپز ارشد رستوران «گوتیه سوهو» در سوهوی لندن است و در سال ۲۰۱۱ موفق به دریافت ستاره میشلن شد. او آشپزی را زیر نظر آلن دوکاس و با کارآموزی در رستوران لویی پانزدهم فرا گرفت. وی در سال ۲۰۱۶ وگان شد و در سال ۲۰۲۱ گوتیه سوهو را به رستوران مبتنی بر وگانیسم تغییر داد و کافه تریا وگان ۱۲۳ را افتتاح کرد.